# Crypteria (Franckomyia) israelica
Crypteria (Franckomyia) israelica is een tweevleugelige uit de familie steltmuggen (Limoniidae). De soort komt voor in het Palearctisch gebied.